# Nettime
Nettime è una mailing list proposta nel 1995 da Geert Lovink, Nils Roeller e Pit Schultz al secondo meeting del Medien Zentral Kommittee (ZK) tenutosi al Teatro Malibran durante la Biennale di Venezia. Dal 1998 Ted Byfield e Felix Stalder furono moderatori della mailing list, moderando nel contempo altre liste che facevano riferimento alla Nettime family.
Nettime è stata ampiamente riconosciuta per il suo ruolo seminale di stimolazione e disseminazione di idee su tematiche come Netzkritik o anche Net Critique, net.art e tactical media e fu pioniera sulle pratiche di "filtraggio collaborativo". Secondo alcuni, nel corso degli anni Nettime divenne la più celebre mailing list internazionale sul tema della net culture.
La lista postale ed i relativi scambi ebbero una notevole influenza sul romanzo del 1996 di Bruce Sterling dal titolo Holy Fire.

## Storia della Mailing list
Nel 1995 nel mondo della net culture, anche in seguito agli scritti di Richard Barbrook e Andy Cameron, inizia a sentirsi l'esigenza di rivedere in modo critico le teorie esposte sulla rivista WIRED sui nuovi media e sulla cultura digitale allora denominate ideologia californiana, che proponeva "una visione della tecnologia neo-liberista propria di una tecno-élite bianca e maschile"(Diana McCarty). Fu in questo contesto che il Medien Zentral Kommittee iniziò a proporre incontri e dibattiti su queste tematiche, che furono inaugurati a Francoforte nei primi anni '90. Il secondo incontro, un art club event chiamato Club Berlin, fu invece tenuto in occasione della  Biennale di Venezia del 1995 e promosso da  Geert Lovink, Nils Roeller e Pit Schultz al Teatro Malibran, e vide la partecipazione di numerosi intellettuali, artisti,  scrittori, attivisti ed operatori del web. È durante questo incontro che nasce la necessità di aprire una lista di corrispondenza in cui dibattere i temi più impellenti. Il nome Nettime nasce in contrapposizione alle metafore del web come spazio, sul tipo di Cyberspazio allora dominanti:
Il tempo di Nettime è un tempo sociale, soggettivo ed intensivo, con condensazioni ed estrazioni, segmentato da eventi sociali come conferenze, piccoli incontri,  riunioni di scrittura da esportare sul mondo della carta stampata. (...) 
.
La mailing list nasce effettivamente nell'estate del 1995 ed era inizialmente moderata da Geert Lovink e Pit Schultz, per poi crescere molto nei mesi successivi, diventando presto un modello per il carattere avanguardista delle discussioni su politiche di rinnovamento, arte in rete, spazi pubblici, attivismo mediatico, democrazia digitale e diretta, tentando di superare tanto l'euforia a-critica quanto gli eccessi di pessimismo e sospetto nei confronti dei nuovi media, in perfetta sintonia con la filosofia della Net Critique sviluppata proprio in questo contesto fin dai primi incontri.
Si propagò poi tra il 1995 ed il 1997, proprio dalle discussioni su Nettime il movimento net.art, così battezzato dall'artista sloveno Vuc Cosic, che trovò questa formulazione in un frammento di caratteri Ascii arrivati via mail da un anonymous remailer. Il dibattito culminò poi nell'incontro del 1997 tenutosi a Kassel durante il festival Documenta X.

## Alcuni partecipanti a Nettime
Anche se, come normalmente accade nelle mailing list, i sottoscriventi cambiarono molto nel tempo, Nettime vide la partecipazione di numerose persone degne di nota e tra queste ricordiamo:
- Philip E. Agre
- Amy Alexander
- Cory Arcangel
- Julian Assange
- Inke Arns
- Jeebesh Bagchi
- Rachel Baker
- Richard Barbrook
- Alexander Bard
- John Perry Barlow
- Konrad Becker
- David Bennahum
- Michael Benson
- Hans Bernard
- Franco "Bifo" Berardi
- Josephine Berry Slater
- Hakim Bey
- Andy Bichlbaum
- Reverend Billy
- the Biotic Baking Brigade
- Luther Blissett
- Josephine Bosma
- Natalie Bookchin
- Sandra Braman
- Mez Breeze
- Andreas Broeckmann
- Axel Bruns
- Heath Bunting
- Ted Byfield
- Brian Carroll
- Jon Cates
- Michael Century
- Gary Chapman
- Shu Lea Cheang
- Steve Cisler
- Gabriella Coleman
- the Corporate Europe Observatory
- Vuk Ćosić
- Sasha Costanza-Chock
- Florian Cramer
- Jordan Crandall
- Critical Art Ensemble
- Amanda McDonald Crowley
- Christopher Csíkszentmihályi
- Ctheory
- Călin Dan
- Rana Dasgupta
- Erik Davis
- Marco Deseriis
- Dimitri Devyatkin
- Mark Dery
- Julian Dibbell
- Steven Dietz
- Ricardo Dominguez
- Timothy Druckrey
- etoy
- Jim Fleming
- James Flint
- Matthew Fuller
- Coco Fusco
- Paul Garrin
- Benjamin Geer
- Dan Geer
- Charlie Gere
- Mieke Gerritzen
- Rishab Aiyer Ghosh
- Michael Goldhaber
- Gomma
- Rebecca Gomperts
- Olga Goriunova
- Rop Gonggrijp
- Volker Grassmuck
- Reinhold Grether
- Ian Grigg
- Marina Gržinić
- autonome a.f.r.i.k.a.-gruppe
- Aliette Guibert
- Michael Gurstein
- DeeDee Halleck
- Honor Harger
- Graham Harwood
- Keith Hart
- Gita Hashemi
- Ronda Hauben
- Doug Henwood
- Robert Hettinga
- Perry Hoberman
- Brian Holmes
- Adam Hyde
- Fran Ilich
- the Institute for Applied Autonomy
- Jon Ippolito
- Manse Jacobi
- Katrien Jacobs
- Xeni Jardin
- jaromil
- Eduardo Kac
- Thomas Keenan
- Douglas Kellner
- Jamie King
- Oleg Kireev
- Dmytri Kleiner
- Ken Knabb
- Knowbotic Research
- Jörg Koch
- Hari Kunzru
- Steve Kurtz
- Marc Lafia
- Fatima Lasay
- Jon Lebkowsky
- Olia Lialina
- Patrick Lichty
- James Love
- Geert Lovink
- Rafael Lozano-Hemmer
- Eveline Lubbers
- Alessandro Ludovico di Neural
- Manu Luksch
- Peter Lunenfeld
- Sebastian Lütgert
- Diana McCarty
- Declan McCullagh
- Michael Mandiberg
- David Mandl
- Miltos Manetas
- Chris Mann
- Lev Manovich
- Veran Matić
- Eva and Franco Mattes
- Tomislav Medak
- Armin Medosch
- Neue Slowenische Kunst
- monochrom
- Margaret Morse
- Edi Muka
- Andy Mueller-Maguhn
- Monica Narula
- Joseph Nechvatal
- Netochka Nezvanova
- Ignacio Nieto
- Frederick Noronha
- V. Z. Nuri
- Hans Ulrich Obrist
- Andy Oram
- Randall Packer
- Zenon Panoussis
- Drazen Pantic
- Matteo Pasquinelli
- Mikael Pawlo
- Marko Peljhan
- Simon Penny
- Claire Pentecost
- Cary Peppermint
- Ed Phillips
- Sadie Plant
- Rick Prelinger
- Melinda Rackham
- Kurt Ralske
- the Raqs Media Collective
- Patrice Riemens
- Marie Ringler
- Nils Röller
- Martha Rosler
- Andrew Ross
- Ned Rossiter
- RTMark
- Douglas Rushkoff
- Ryūichi Sakamoto
- Julián Sánchez
- Saskia Sassen
- Wolfgang Schirmacher
- Pit Schultz
- Trebor Scholz
- Vivian Selbo
- Phoebe Sengers
- Shuddhabrata Sengupta
- Benedict Seymour
- Alexei Shulgin
- Michael Sippey
- Kenji Siratori
- Ivo Skoric
- Rasa Smite
- Kermit Snelson
- Femke Snelting
- Cornelia Sollfrank
- Alan Sondheim
- Karin Spaink
- DJ Spooky
- Wolfgang Staehle
- Felix Stalder
- Bruce Sterling
- Janos Sugar
- Lorenzo Taiuti
- Tiziana Terranova
- Eugene Thacker
- Nato Thompson
- Tjebbe van Tijen
- Tommaso Tozzi
- Mark Tribe
- Arun Kumar Tripathi
- Toshiya Ueno
- Rob Van Kranenburg
- Yvonne Volkart
- Noah Wardrip-Fruin
- McKenzie Wark
- Maurice Wessling
- Benjamin Weil
- Faith Wilding
- Robert Adrian X
- Carey Young
- John Young
- Soenke Zehle